# Castillo de Araburg
El Castillo de Araburg se encuentra en la montaña de Araberg, en el pueblo de Laabach, ciudad de Kaumberg, distrito de Lilienfeld en el sur de la Baja Austria. Las ruinas del castillo se encuentran en la cima de una colina a una altitud de 800 m s.n.m. en el valle del Triesting (Triestingtal). Es la ruina de castillo más alta de Baja Austria. Se encuentra protegida como monumento.

## Historia
El nombre proviene de la dinastía Araburg, que significa castillo del águila (Adlerburg). El castillo se construyó en el siglo XII y se fue ampliando continuamente hasta el siglo XVII. En 1528, Sebald Pögl el Joven adquirió el castillo, llamándose a partir de entonces a sí mismo de Reifenstein y Arberg (von Reifenstein und Arberg). Durante el primer asedio turco de 1529 fue un lugar de refugio para la población local. También desempeñó un papel importante en el transcurso de las guerras religiosas entre católicos y protestantes, por lo que ha sido propiedad del monasterio de Lilienfeld desde 1625 bajo diversos propietarios, entre ellos los Ruckendorff, por ejemplo. Fue completamente destruido durante el segundo asedio turco en 1683 y desde entonces no es más que una ruina.
Fue renovado en la década de 1960, después de que también fuera destruido durante la Segunda Guerra Mundial.
Aunque sólo se puede acceder a la ruina a pie, sigue siendo una zona de excursión muy popular en los Bosques de Viena debido a la torre del homenaje de 27 metros de altura, que se convirtió en un mirador en 1901. Desde el mirador se puede contemplar una vista panorámica del Schneeberg y de gran parte de las estribaciones de los Alpes. La taberna del castillo, los juegos de verano, el mercado medieval "Georgsfest" y otros numerosos eventos completan la oferta para los visitantes. También es posible pasar la noche en el castillo. En los últimos años, el castillo de Araburg también se ha consolidado como un lugar popular para la celebración de bodas.

## Galería de imágenes

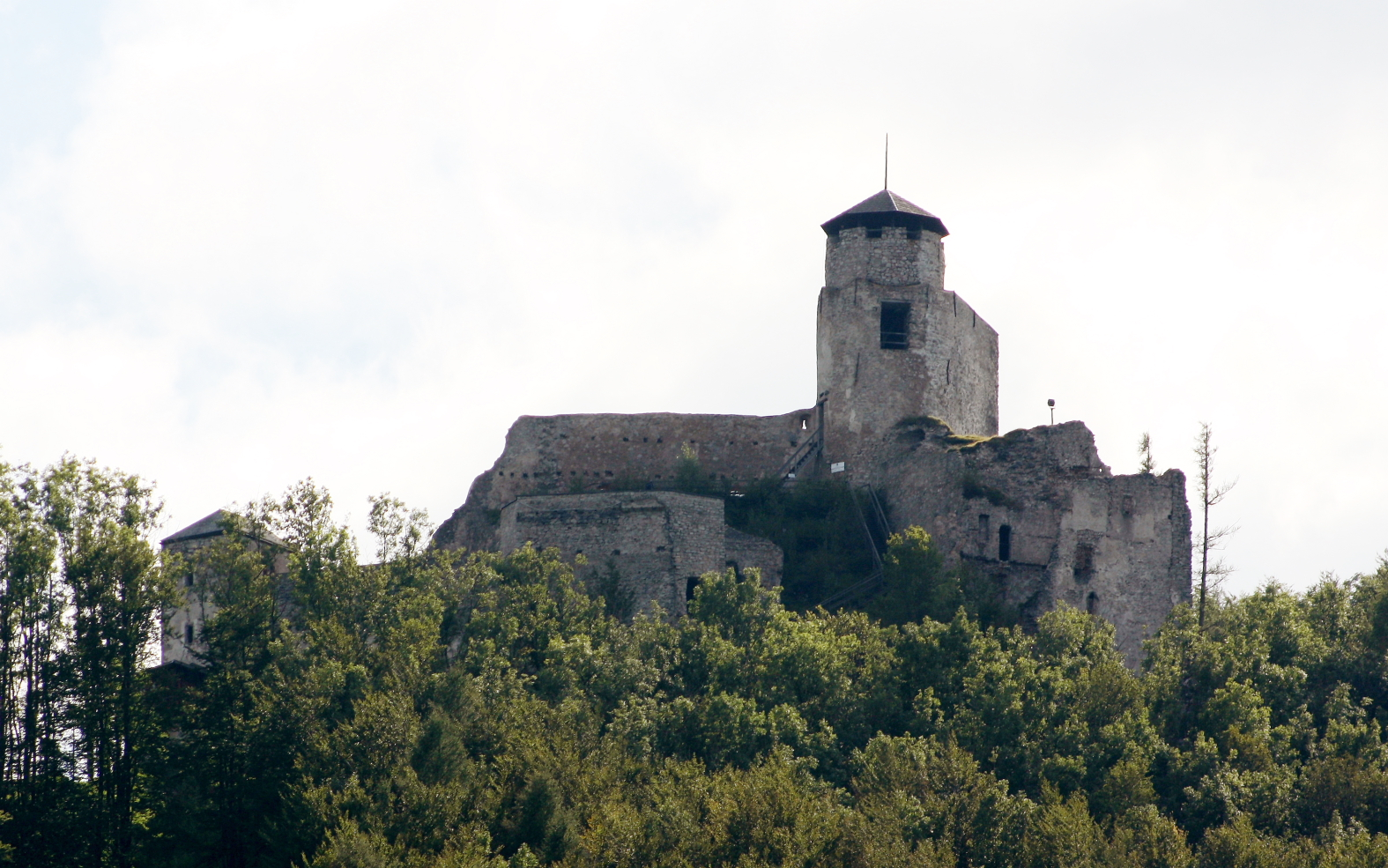
Vista lejana desde el noreste
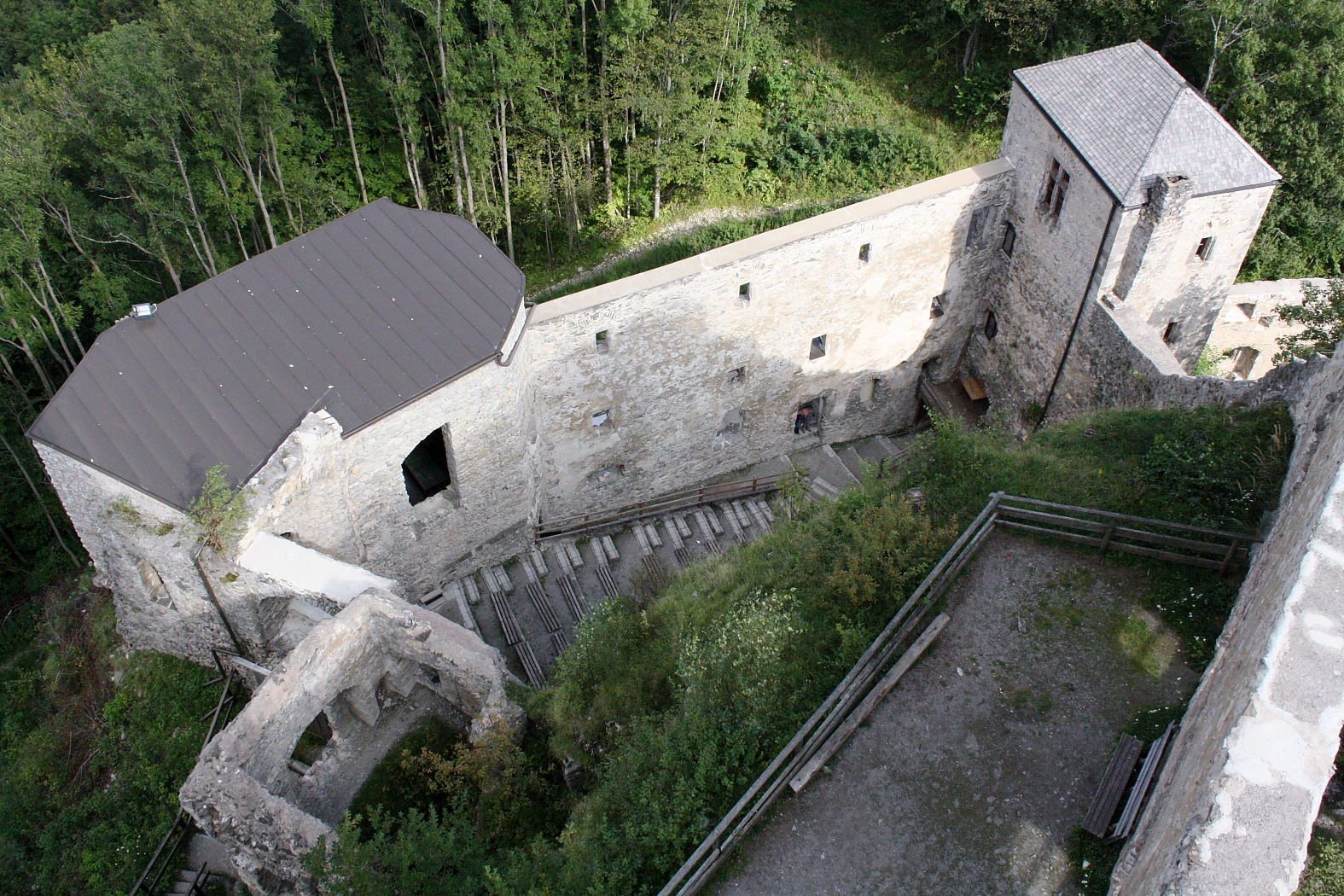
Área del castillo en el lado este; visto desde el torreón
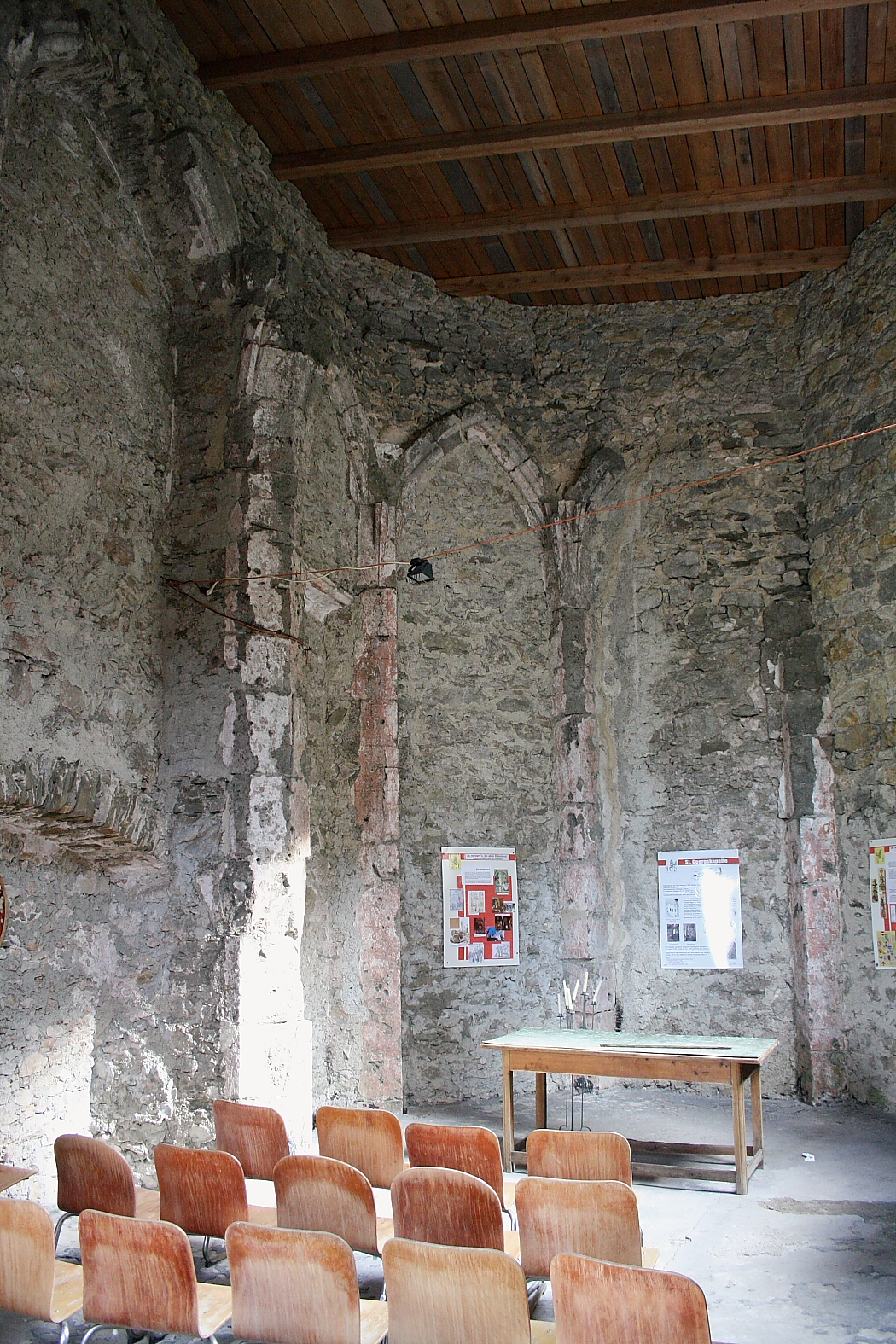
Capilla de San Jorge
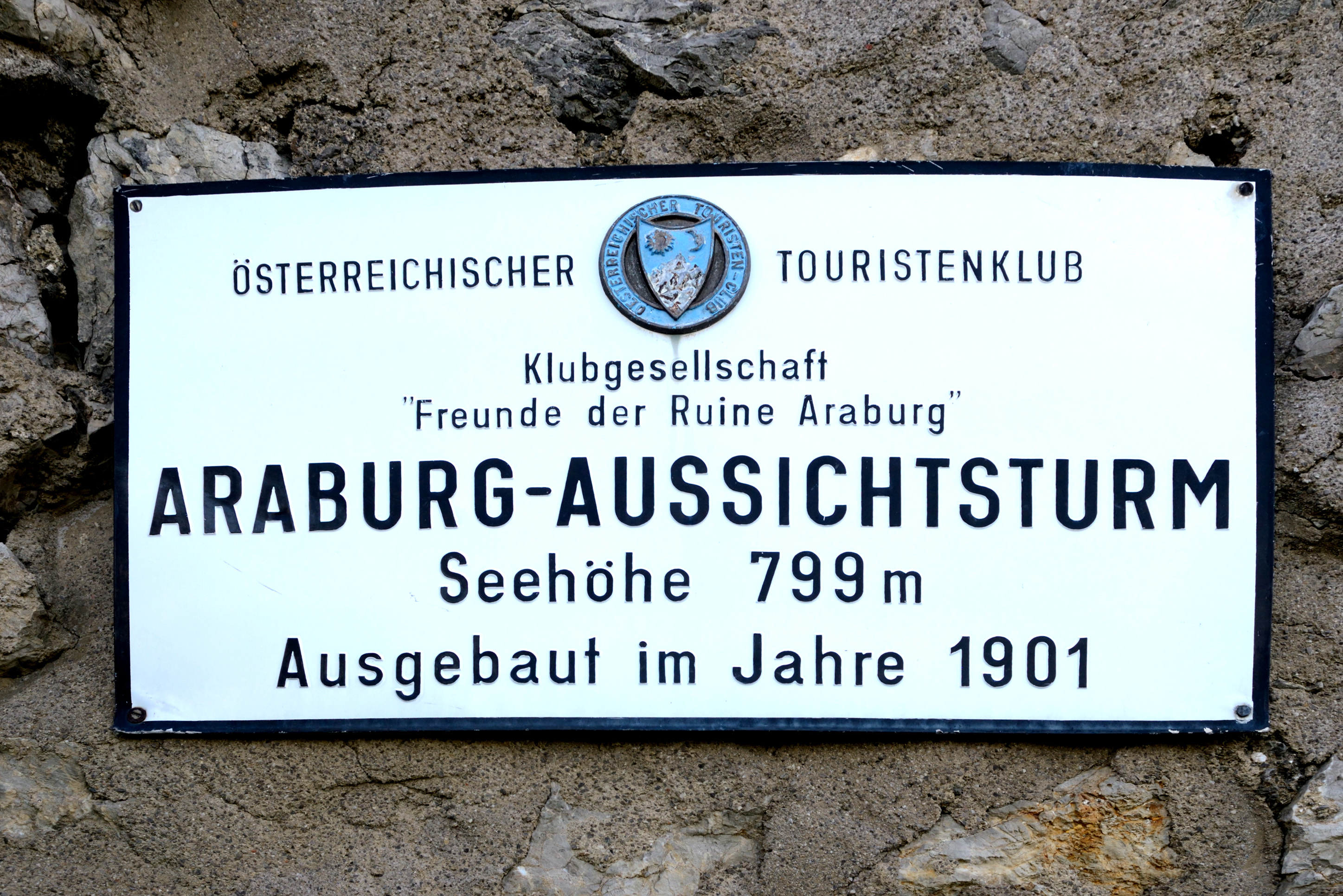
Tablero de información en la torre de observación o torreón

## Enlaces web
- Eintrag über Araburg auf Burgen-Austria
- Homepage der Araburg
- Die Araburg auf burgenkunde.at
- Lokalität auf der Araburg Archivado el 23 de octubre de 2021 en Wayback Machine.

- Datos: Q186558
- Multimedia: Araburg / Q186558